# Realtà estesa

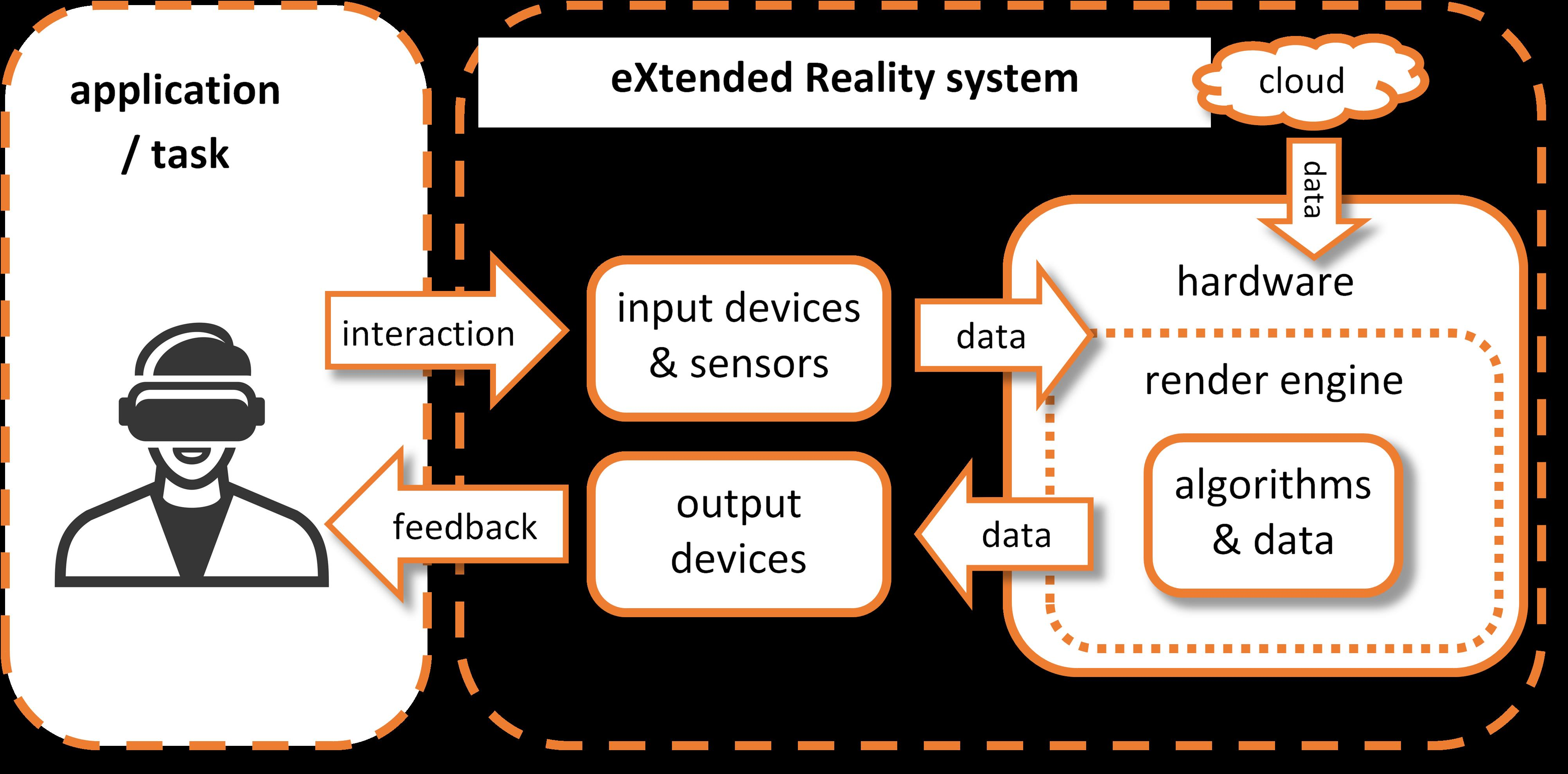
Concept dell'Extended reality

La Realtà estesa (XR in inglese Extended Reality) è un termine che si riferisce a tutti gli ambienti combinati reali e virtuali e alle interazioni uomo-macchina generate dalla tecnologia informatica e dai dispositivi indossabili (Wearable), dove la "X" rappresenta una variabile per qualsiasi tecnologia di calcolo spaziale attuale o futura. Ad esempio, comprende forme rappresentative come la realtà aumentata (AR), la realtà mista (MR), la virtualità aumentata (AV – Augmented Virtuality) e la realtà virtuale(VR) e le aree mescolate tra loro. I livelli di virtualità vanno dagli input parzialmente sensoriali alla virtualità immersiva, chiamata anche VR.
XR è un superset che copre tutte le tecnologie che interagiscono con l'ambiente o l'utilizzatore, coprendo così la maggior parte dello spettro dal "completamente reale" al "completamente virtuale" descritto nel concetto e scala di continuum realtà-virtualità introdotto da Paul Milgram; tuttavia, la sua connotazione risiede nell'estensione delle esperienze umane soprattutto relative ai sensi dell'esistenza (rappresentata dalla VR) e all'acquisizione della cognizione (rappresentata dalla AR). Con il continuo sviluppo delle interazioni uomo-computer, questa connotazione è ancora in evoluzione.
XR è un campo in rapida crescita che viene applicato in una vasta gamma di modi, come intrattenimento, marketing, proprietà immobiliari, formazione e lavoro a distanza.

## Realtà virtuale
Con il termine realtà virtuale (a volte abbreviato in VR dall'inglese virtual reality) si identificano vari modi di simulazione di situazioni reali mediante l'utilizzo di computer e l'ausilio di interfacce appositamente sviluppate.
La realtà virtuale, per sua stessa definizione, simula la realtà effettiva. L'avanzamento delle tecnologie informatiche permette di navigare in ambientazioni fotorealistiche in tempo reale, interagendo con gli oggetti presenti in esse.
Anche se, a livello teorico, la realtà virtuale potrebbe essere costituita attraverso un sistema totalmente immersivo in cui tutti i sensi umani possono essere utilizzati (più specificamente realtà virtuale immersiva o RVI), attualmente il termine è applicato solitamente a qualsiasi tipo di simulazione virtuale creata attraverso l'uso del computer, dai videogiochi che vengono visualizzati su un normale schermo, alle applicazioni che richiedono l'uso degli appositi guanti muniti di sensori (wired gloves) e infine al World Wide Web.

### Esempi

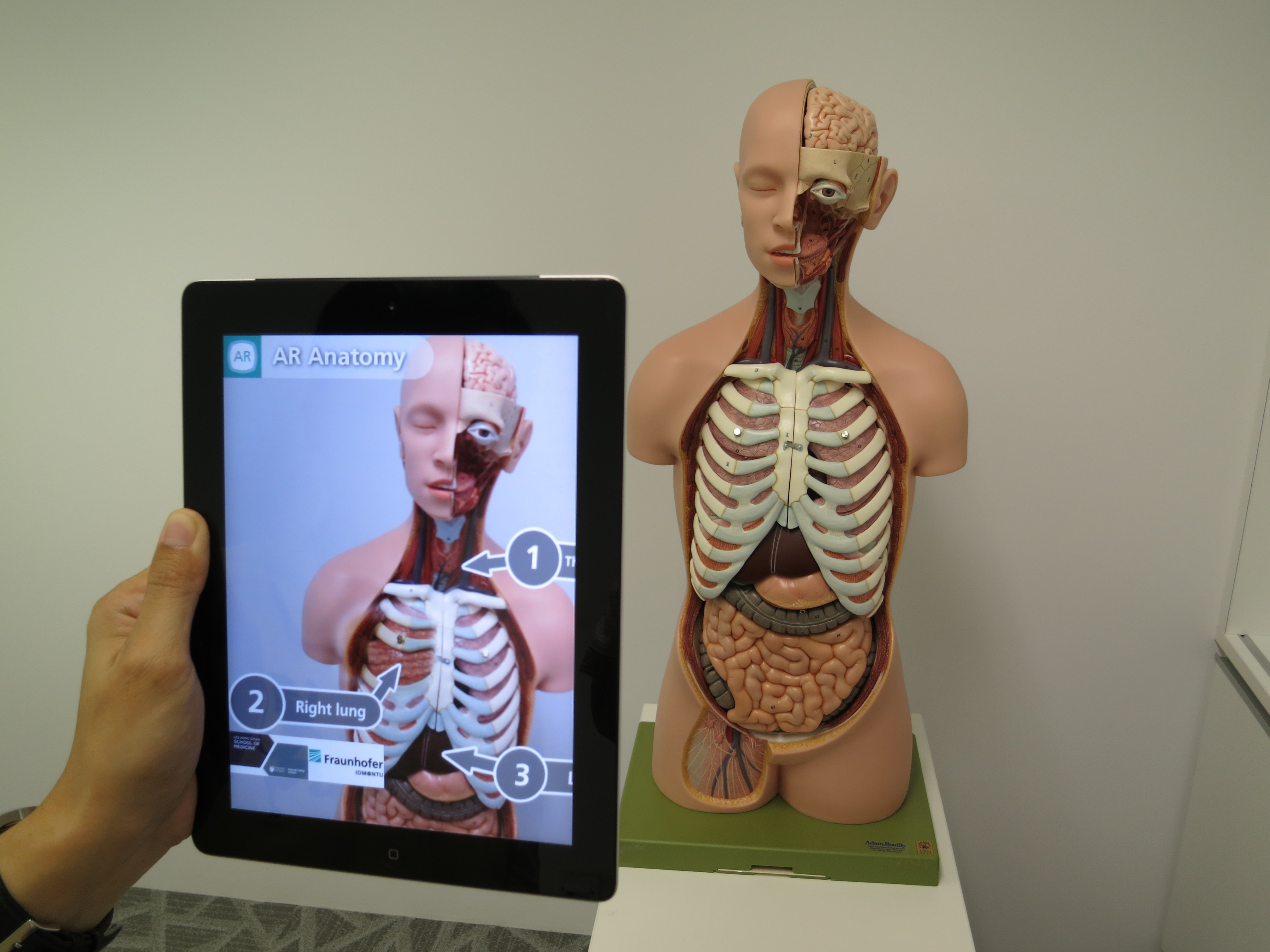
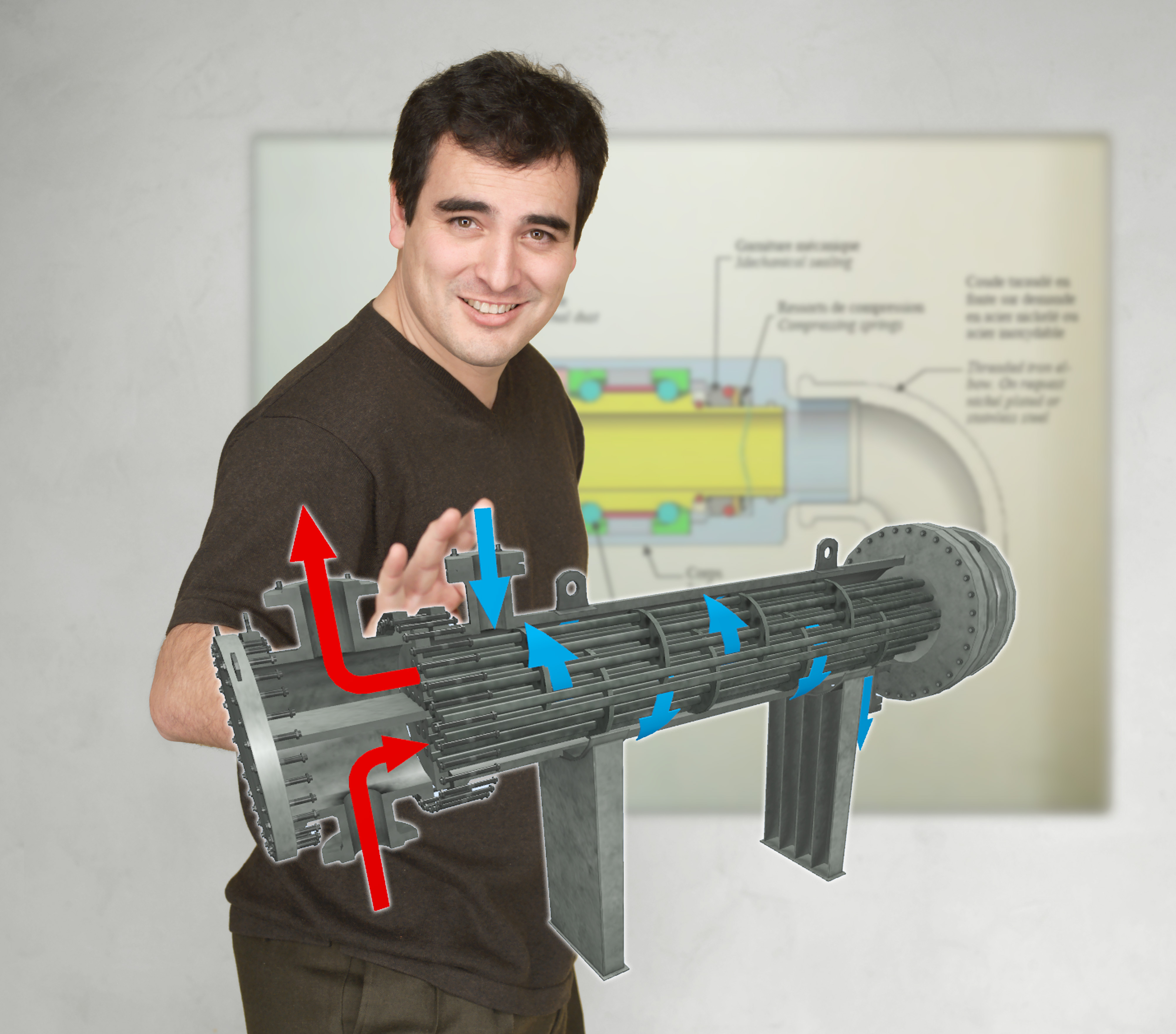
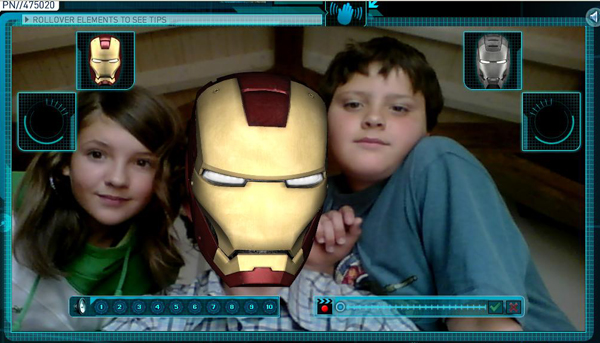

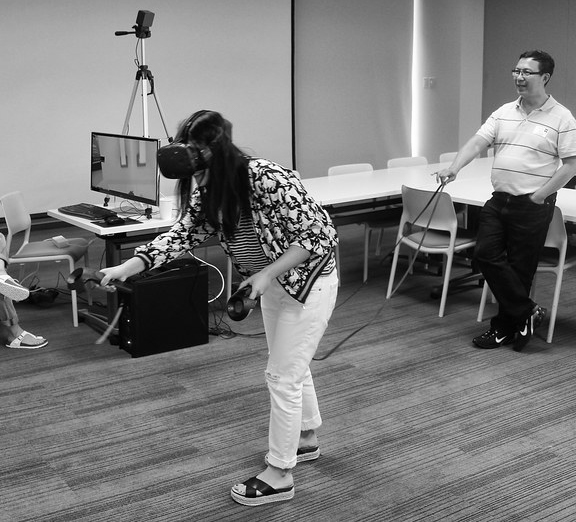
Occhiali per realtà virtuale
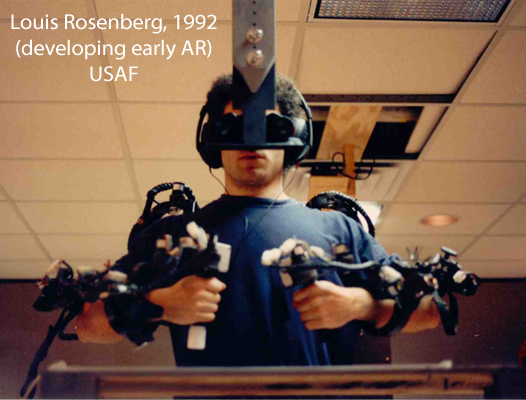
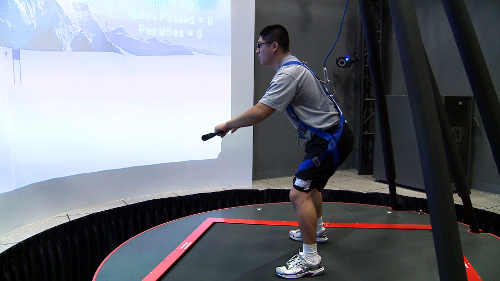
Realtà virtuale in una esercitazione dell'esercito degli USA

## Realtà mista

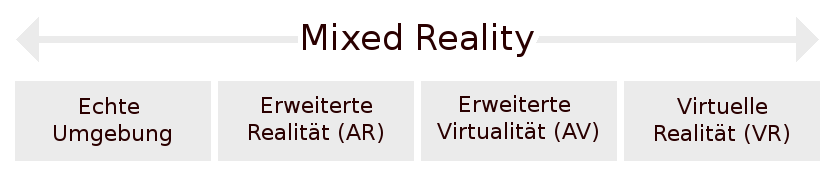
Concept di mixed reality

La realtà mista (MR) è la fusione di mondi reali e virtuali, che comprende le tecniche quali realtà aumentata (AR) e virtualità aumentata (AV), dove si produce nuovi ambienti e visualizzazioni, in cui oggetti fisici e digitali coesistono e interagiscono in tempo reale.
La realtà mista non si svolge esclusivamente nel mondo fisico o nel mondo virtuale, ma è un ibrido tra realtà e realtà virtuale, dove nel caso l'azione principale si svolge nel mondo fisico si parla di realtà aumentata, con informazioni o oggetti aggiunti virtualmente, mentre se l'azione è principalmente nell'ambito virtuale con relativo adattamento all'ambiente reale, si ha a che fare con la virtualità aumentata.
Esistono molte applicazioni pratiche della realtà mista, tra cui design, intrattenimento, addestramento militare e lavoro a distanza. Esistono anche diverse tecnologie di visualizzazione utilizzate per facilitare l'interazione tra utenti e applicazioni di realtà mista.

## Realtà aumentata
Per realtà aumentata, o realtà mediata dall'elaboratore, si intende l'arricchimento della percezione sensoriale umana mediante informazioni, in genere manipolate e convogliate elettronicamente, che non sarebbero percepibili con i cinque sensi.
Il cruscotto dell'automobile, l'esplorazione della città puntando lo smartphone o la chirurgia robotica a distanza sono tutti esempi di realtà aumentata.